# Phòng thí nghiệm khoa học Sao Hỏa
Phòng thí nghiệm khoa học Sao Hỏa (tiếng Anh: Mars Science Laboratory, MSL) là một dự án của NASA nhằm đưa xe tự hành mang tên Curiosity lên Sao Hỏa. Curiosity được phóng lên vào ngày 26 tháng 11 năm 2011 và đã đổ bộ lên Sao Hỏa vào khoảng 5:31 UTC ngày 6 tháng 8 năm 2012. Nó đã thực hiện cuộc đổ bộ chính xác nhất từ trước tới nay lên Sao Hỏa. Curiosity sẽ đánh giá liệu Sao Hỏa đã từng, hoặc vẫn còn có (cho đến ngày nay) một môi trường có khả năng tạo điều kiện cho các vi sinh vật tồn tại. Nói cách khác, nhiệm vụ của robot sẽ là xác định khả năng ở được của Sao Hỏa.
MSL có khối lượng gấp 5 lần và khối lượng các thiết bị khoa học mang theo gấp 10 lần so với hai robot tự hành Spirit hoặc Opportunity. Xe tự hành MSL sẽ được phóng lên bởi tên lửa Atlas V 541 và theo kế hoạch sẽ hoạt động ít nhất 1 năm Sao Hỏa (668 ngày Sao Hỏa (sol) / 686 ngày Trái Đất) và thám hiểm trên một vùng rộng lớn hơn so với các xe tự hành trước đó.
Phòng thí nghiệm khoa học Sao Hỏa nằm trong Chương trình thăm dò Sao Hỏa của NASA, một nỗ lực lâu dài sử dụng các robot nhằm thám hiểm hành tinh đỏ, và dự án này là do Phòng thí nghiệm sức đẩy phản lực (Jet Propulsion Laboratory) của Đại học công nghệ California quản lý cho NASA. Tổng chi phí của dự án MSL là khoảng 2,5 tỷ đô la Mỹ.

## Mục tiêu và nhiệm vụ

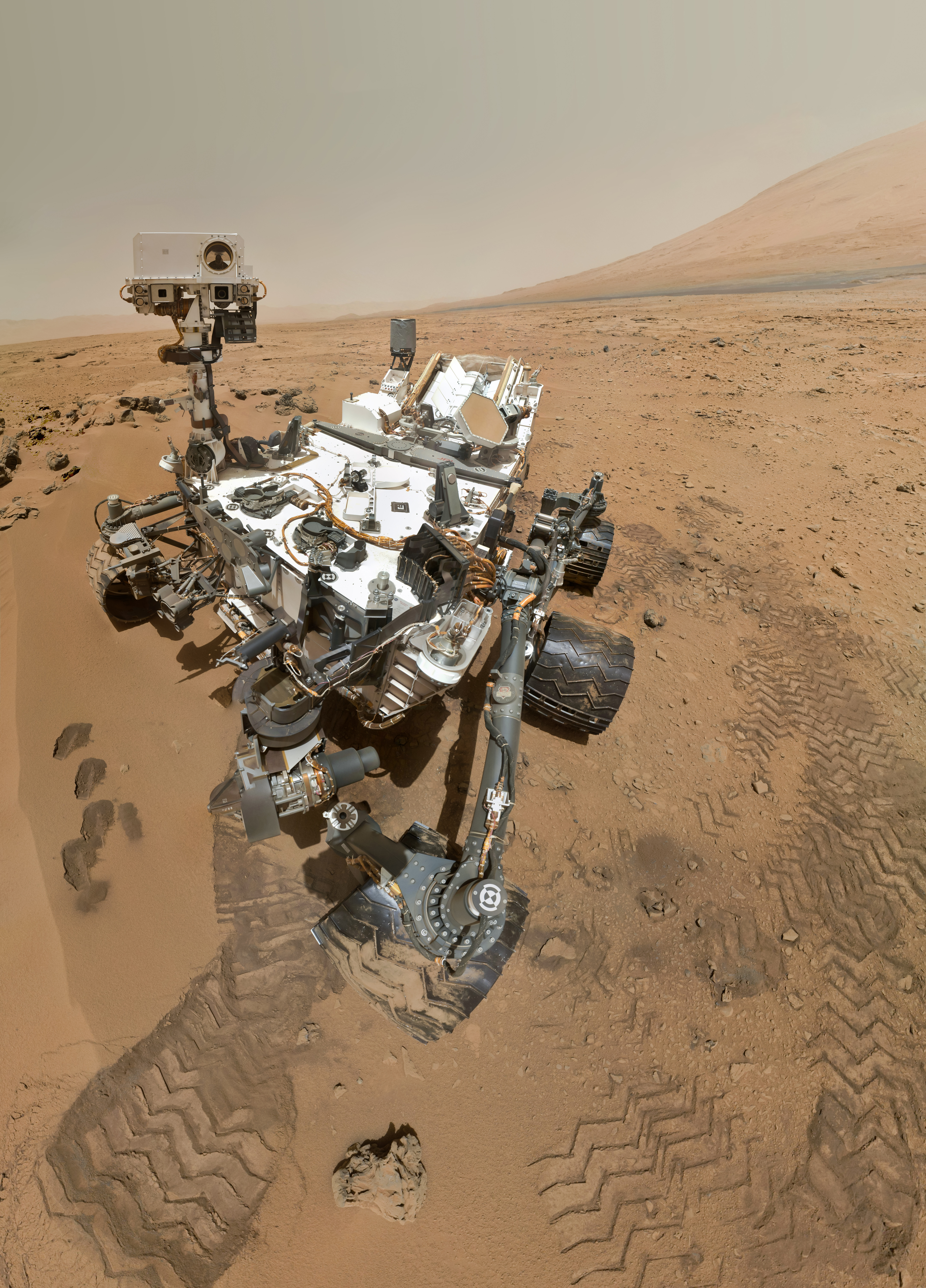
Hình tự chụp và được ghép từ 55 hình ảnh chất lượng cao về xe tự hành Curiosity tại hố va chạm Gale trên Sao Hỏa ngày 31 tháng 10 năm 2012.

MSL có bốn mục tiêu: xác định sự sống có từng xuất hiện trên Sao Hỏa, nghiên cứu khí hậu Sao Hỏa, nghiên cứu địa chất Sao Hỏa, và chuẩn bị cho các chuyến thám hiểm có con người trong tương lai. Để thực hiện bốn mục tiêu khoa học này, Phòng thí nghiệm khoa học Sao Hỏa có tám nhiệm vụ khoa học cụ thể:
1. Xác định bản chất và tàng trữ của các hợp chất carbon hữu cơ.
2. Phát hiện tàng trữ các khối xây hóa học của sự sống mà chúng ta đã biết: cacbon, hiđrô, nitơ, oxy, phosphor và lưu huỳnh.
3. Xác định các đặc điểm có thể biểu hiện của quá trình trao đổi chất hay các dấu hiệu sinh học.
4. Khảo sát các thành phần hóa học, đồng vị, và khoáng chất của đất trên bề mặt và gần bề mặt Sao Hỏa.
5. Giải thích quá trình đã tạo ra và làm biến đổi đất và đá.
6. Đánh giá quá trình tiến hóa khí quyển Sao Hỏa trong thời gian lớn (như 4 tỷ năm chẳng hạn).
7. Xác định hiện trạng, phân bố, và vòng tuần hoàn của nước và carbon dioxide.
8. Phân loại dải phổ của các bức xạ trên bề mặt: bao gồm tia vũ trụ, chùm proton từ Mặt Trời và các neutron thứ cấp.